# أبجدية رومانية
الأبجدية اللاتينية، والمعروفة أيضًا بالأبجدية الرومانية، هي مجموعة الحروف التي استخدمها الرومان القدماء في الأصل لكتابة اللغة اللاتينية. لم يتغير إلى حد كبير باستثناء تقسيم العديد من الحروف - والإضافات، والامتدادات مثل الحروف ذات الشكلة، وتشكل الكتابة اللاتينية المستخدمة لكتابة معظم لغات أوروبا الحديثة وأفريقيا والأمريكتان ولغات أوقيانوسيا.